# 梅林達·狄龍
梅林达·露丝·克拉迪（英語：Melinda Ruth Dillon，1939年10月13日—2023年1月9日），美国女演员，曾凭借百老汇剧院原创電影《谁害怕弗吉尼亚·伍尔芙？》获得托尼奖提名，以及凭借在电影《第三类接触》中的吉利安·吉勒与《疑犯》中的特蕾莎·佩罗内获得奥斯卡最佳女配角奖提名，而她在电影《圣诞故事》饰演的帕克妈妈亦颇为知名。

## 早年经历
狄龙在1939年10月13日于阿肯色州的霍普出生，于亚拉巴马州的卡尔曼长大。狄龙曾在德国住过四年，随后进入海德帕克学术高中就读，毕业后被芝加哥艺术博物馆的芝加哥德保罗大学戏剧学院（现属德保罗大学）录取。

## 职业生涯
狄龙并非配角出身，早期她主要出演一些即兴戏剧及舞台剧。据狄龙回忆，她曾于学生时代演过契诃夫的《万尼亚舅舅》中的索尼亚，导演艾伦·施耐德写道：
我当时所做的最杰出和最值得的工作就是选了一个叫琳达·狄龙的年轻演员，她当时是古德曼学院的一名大四学生，曾与一个由芭芭拉·哈里斯和亞倫·阿金组成的二线城市剧团合作，扮演一个攀附权贵的人。在我们选拔演员的时候，时任古德曼劇院艺术总监约翰·里奇极度反对让琳达出演。约翰承认她的才华，但不认为她有望成为演员，还找了另一名他认为更适合扮演索尼娅的女演员。而我则抱着不计后果的心态坚持选择琳达。我非常喜欢她那种脆弱而又感性的气质，另一个吸引我的地方在于她能通过不寻常的方式来发挥出完全发自内心的表演，而她的情绪范围及丰富程度也给我留下了深刻印象。经过四个周的排练之后……我开始紧张起来，对琳达既喜欢又讨厌，她经常会做很多工作，但仍觉得不够。她从来不用相同的方式来表演同一场戏，即使她觉得上次的表演中有可取之处也不例外。她经常想要放弃表演、辍学甚至自杀。但同时我又觉得她身上有一种超凡气质，是我接触过的女演员里最有才华的一个，可以和傑拉丁·佩之甚至金·斯坦利媲美。我很肯定她有朝一日会成为一个巨星，并且很想在那时能和她合作
狄龙的第一个重要角色是1962年百老匯劇院原创剧集《谁害怕弗吉尼亚·伍尔芙？》（由爱德华·阿尔比编剧）中的汉妮（Honey），她后来凭借该角色获得托尼獎最佳戲劇女演員提名，此外她还曾参演《You Know I Can't Hear You When the Water's Running》及《Paul Sill's Story Theatre》。
1959年，狄龙参演了电影《爵士樂的吶喊》，该片将爵士乐与黑人文化相结合，是一部颇具影响力的短片。狄龙的第一部剧情片为1969年的《八十年代人生》。此外她亦有涉足电视剧行业，曾于1969年客串出演《伯南扎的牛仔》。1976年，狄龙与大衛·卡拉定搭档出演了由伍迪·蓋瑟瑞执导的传记片《光荣何价》，并获金球奖最佳女演员处女作类提名。
1977年，狄龙在斯蒂芬·斯皮尔伯格执导的《第三类接触》中扮演了一名母亲，后凭借该角获得奥斯卡最佳女配角奖提名。同年，电影《大青蛙布偶电影》中的一个浮雕以狄龙作为形象，而她本人则另有与保羅·紐曼搭档出演电影《冰球小子》。1981年，狄龙再次与纽曼合作，在电影《缺席的审判中扮演一名自杀的老师，并再次获得奥斯卡最佳女配角奖提名。
1983年，狄龙出演了由鮑伯·克拉克执导的电影《圣诞故事》，饰演拉尔菲和兰迪的母亲，该片改编自吉恩·薛佛所创作的一系列故事，主要讲述主角拉尔菲·帕克（由彼得·比靈斯利饰演）及他向圣诞老人寻求BB枪的故事。由于身体状况不佳，狄龙未能于2022年出演该片的续集，其所扮演的角色则由茱莉·哈格提代替
1987年，狄龙与约翰·利思戈共同出演了一部关于大腳怪的喜剧电影《大脚哈利》。整个1990年代，狄龙在舞台界及电影界基本保持活跃。
1999年，狄龙出演了由保羅·湯瑪斯·安德森执导的《木兰花》，扮演竞赛节目主持人吉米·盖特（由菲力普·貝克·霍爾扮演）的妻子萝丝·盖特。2005年，狄龙于《法律与秩序：特殊受害者》中客串出场。
2007年，狄龙参演电影《從心開始》，为其最后一次出演重要角色。

## 个人生活与逝世
狄龙的丈夫为演员理查德·利伯蒂尼，两人拥有一个儿子，二人最终于1978年离婚
狄龙信奉循道宗，另外她还曾在民主党尤金·麥卡錫参加1968年总统竞选时担任职员。
狄龙于2023年1月9日逝世，尸体随后被火化。

## 影视作品

### 电影
| 年份 | 名称           | 角色            | 备注                                                                                   |
| ---- | -------------- | --------------- | -------------------------------------------------------------------------------------- |
| 1959 | 爵士樂的吶喊   | 菲伊            | 短片                                                                                   |
| 1969 | 八十年代人生   | 莱斯利·霍普金斯 |                                                                                        |
| 1976 | 光荣何价       | 玛丽            | 获金球獎年度新星女演員獎提名                                                           |
| 1977 | 冰球小子       | 苏珊娜·汉拉汉   |                                                                                        |
| 1977 | 第三类接触     | 吉利安·吉勒     | 获奥斯卡最佳女配角奖及土星獎最佳電影女主角提名                                         |
| 1978 | 拳头大风暴     | 安娜·扎林卡斯   |                                                                                        |
| 1979 | 大青蛙布偶电影 | 气球女          | 未注明                                                                                 |
| 1981 | 缺席的审判     | 特蕾莎·佩罗内   | 获堪萨斯城影评人协会最佳女配角奖，并获奥斯卡最佳女配角奖及洛杉磯影評人協會獎最佳女配角 |
| 1983 | 圣诞故事       | 帕克妈妈        |                                                                                        |
| 1984 | 音乐人的游戏   | 哈妮·卡德尔     |                                                                                        |
| 1987 | 大脚哈利       | 南希·亨德森     | 获土星獎最佳電影女主角提名                                                             |
| 1988 | 失去的天真     | 莎朗·安德森     |                                                                                        |
| 1989 | 当我们同在一起 | 艾琳·麦克德莫特 |                                                                                        |
| 1990 | 自燃           | 妮娜            |                                                                                        |
| 1990 | 美国队长       | 罗杰斯夫人      |                                                                                        |
| 1991 | 潮浪王子       | 萨凡纳·温戈     |                                                                                        |
| 1994 | 苏人城市       | 莉亚·戈德曼     |                                                                                        |
| 1995 | 艳倒群雌       | 梅尔娜          |                                                                                        |
| 1995 | 恋爱编织梦     | 达令夫人        |                                                                                        |
| 1996 | 爱情边缘       | 阿洛伊修斯姐姐  |                                                                                        |
| 1999 | 木兰花         | 萝丝·盖特       | 获佛羅里達影評人協會獎最佳群戲演出，并获美國演員工會獎最佳整體演出                     |
| 2001 | 挑战生死线     | 萝丝·布拉克斯顿 |                                                                                        |
| 2004 | 辩论赛         | 李夫人          |                                                                                        |
| 2005 | 亚当与斯蒂夫   | 多蒂            |                                                                                        |
| 2007 | 從心開始       | 金杰·蒂姆普尔曼 |                                                                                        |

### 电视剧
| 年份 | 名称                              | 角色            | 备注                                                |
| ---- | --------------------------------- | --------------- | --------------------------------------------------- |
| 1963 | 辩护律师                          | 珍妮·伯奇       | 出场集次：《The Empty Heart》                       |
| 1964 | East Side/West Side               | 史黛西·巴贝拉   | 出场集次：《The Beatnik and the Policeman》         |
| 1969 | 伯南扎的牛仔                      | 茜茜·萨默斯     | 出场集次：《A Lawman's Lot Is Not a Happy One》     |
| 1970 | Storefront Lawyers                | 康妮·斯旺       | 出场集次：《He Lies Better Than I Tell the Truth》  |
| 1975 | 杰斐逊一家                        | 达芙妮          | 出场集次：《Harry and Daphne》                      |
| 1976 | 萨拉                              | 莉莉·亨查德     | 出场集次：《Lady》                                  |
| 1976 | Freeman                           | 阿尔卡迪娜女士  | 试播剧                                              |
| 1977 | Enigma                            | 朵拉·赫伦       | 电视电影                                            |
| 1978 | 杏林罪魁                          | 克里斯·拉西特   | Miniseries                                          |
| 1979 | Transplant                        | 安妮·赫利       | 电视电影                                            |
| 1979 | 鐵騎巡警                          | 未知            | 出场集次：《Death Watch》                           |
| 1980 | 同偕白首                          | 珍妮            | 电视电影                                            |
| 1980 | 影子盒                            | 艾格尼丝        | 电视电影                                            |
| 1981 | 堕落天使                          | 雪莉·菲利普斯   | 电视电影                                            |
| 1981 | 洞察力                            | 珍妮特          | 出场集次：《A Decision to Love》                    |
| 1981 | 洞察力                            | 神秘女人        | 出场集次：《Rendezvous》                            |
| 1982 | 洞察力                            | 苏西            | 出场集次：《The Fiddler》                           |
| 1982 | The Juggler of Notre Dame         | 杜尔西          | 电视电影                                            |
| 1983 | 密西西比                          | 未知            | 出场集次：《Cradle to Grave》                       |
| 1983 | 阳关大道'                         | 鲁达·德怀尔     | 电视电影                                            |
| 1984 | 洞察力                            | 无名女角色      | 出场集次：《The Game Room》                         |
| 1985 | 奇异的世界第一季                  | 彭妮            | 出场集次：《A Little Peace and Quiet》              |
| 1985 | 征服太空                          | 雷切尔·莫特     | 电视电影                                            |
| 1986 | 酒作怪                            | 乔伊斯·莫伦坎普 | 电视电影                                            |
| 1988 | 失去的天真                        | 莎朗·安德森     | 电视电影                                            |
| 1989 | 爆炸最前线                        | 宝拉·布朗       | 电视电影                                            |
| 1993 | Judgment Day: The John List Story | 埃拉诺·莉斯特   | 电视电影                                            |
| 1994 | 救命急先锋                        | 贝蒂·安德森     | 电视电影 获有線電視王牌獎最佳迷你剧获电影女配角提名 |
| 1995 | 终极证人 (电视剧)                 | 维尔纳·考德威尔 | 出场集次：《The Peach Orchard》                     |
| 1995 | 有爱心相连                        | 波莉·贾德       | 电视电影                                            |
| 1996 | 警戒围栏                          | 克劳斯娜夫人    | 出场集次：《Liver Let Die》                         |
| 1997 | Tracey Takes On...                | 德西里          | 出场集次：《Mothers》                               |
| 2001 | 女法官艾米                        | 维奥莉特·卢米斯 | 出场集次：《Surprised by Gravity》                  |
| 2003 | The Lyon's Den                    | 夏洛特·巴灵顿   | 出场集次：《Pilot》                                 |
| 2003 | 已上漆的房子                      | 格兰·钱德勒     | 电视电影                                            |
| 2005 | 法律与秩序：特殊受害者            | 珍妮·罗杰斯     | 出场集次：《Blood》                                 |
| 2007 | Heartland                         | 珍妮特·雅各布斯 | 共出场三集                                          |

## 延伸阅读
- "Hyde Park Seniors to Give Show" （页面存档备份，存于）. Chicago Tribune. June 9, 1957. p. 8
- "Jack and the Beanstalk" （页面存档备份，存于）. Chicago Tribune. November 8, 1959. p.
- "Billy Eden Wolf and Linda Dillon in 'Rumpelstiltskin'" （页面存档备份，存于）. Chicago Tribune. March 20, 1960. Part 7, Sec. 2, p. 4
- Lyons, Herb (September 19, 1961). "Tower Ticker" （页面存档备份，存于）. Chicago Tribune. p. 22
- "Education and Training for the Stage: The Goodman Memorial Theatre School of Drama". Volume 55 Number 4, 1961. The Art Institute of Chicago Quarterly. pp. 74, 76